# Llista de Creus de Sant Jordi/1991

#### Persones
Informació actualitzada per un bot. Els canvis manuals es perdran quan s'actualitzi!
| Persona                           | Wikidata  | Descripció                                                                    | Ocupació | Imatge |
| --------------------------------- | --------- | ----------------------------------------------------------------------------- | --- | ------ |
| Joan Perucho i Gutiérrez          | Q356918   | escriptor català                                                              | escriptor poeta jurista crític d'art restaurador jutge novel·lista                                              |        |
| Joan Oró i Florensa               | Q783922   | bioquímic català                                                              | bioquímic polític professor d'universitat                                                                       |        |
| Maria Assumpció Raventós i Torras | Q977309   | artista català                                                                | pintor gravador tapisser artista tèxtil                                                                         |        |
| Joan Vilà i Moncau                | Q1690786  | Pintor català                                                                 | pintor |        |
| Francesc Torres i Monsó           | Q2092427  | escultor català                                                               | escultor |        |
| Oriol Bohigas i Guardiola         | Q2531349  | arquitecte català                                                             | arquitecte urbanista professor d'universitat polític                                                            |        |
| Joan Francesc Mira i Casterà      | Q3064017  | antropòleg, hel·lenista, i escriptor valencià                                 | antropòleg escriptor sociòleg traductor polític activista cultural activista pels drets lingüistics hel·lenista |        |
| Josep Piera i Rubio               | Q3328327  | poeta, narrador i traductor valencià                                          | escriptor poeta traductor                                                                                       |        |
| Ricard Viladesau i Caner          | Q3430202  | compositor espanyol                                                           | compositor |        |
| Cassià Maria Just i Riba          | Q4892374  | abat de Montserrat                                                            | clergue músic                                                                                                   |        |
| Lars Söderberg                    | Q6201592  | escriptor suec                                                                | traductor activista cultural escriptor                                                                          |        |
| Domènec Umbert i Vilaseró         | Q8770061  | artesà català, constructor de gegants, nans i altre bestiari                  | |        |
| Frederic de Correa i Ruiz         | Q8962764  | arquitecte català                                                             | arquitecte catedràtic dissenyador                                                                               |        |
| Joan Oliu i Pich                  | Q9011994  | banquer català                                                                | empresari banquer                                                                                               |        |
| Josep Maria Garrut i Romà         | Q9013205  | escriptor, historiador i pessebrista català                                   | historiador escriptor pessebrista                                                                               |        |
| Pilar Bayés i de Luna             | Q9059658  | il·lustradora catalana                                                        | il·lustrador titellaire dibuixant pintor caricaturista dissenyador de titelles                                  |        |
| Joan Bastardas i Parera           | Q11031492 | llatinista i romanista català                                                 | lingüista filòleg catedràtic romanista llatinista                                                               |        |
| Concepció Martínez i Tudó         | Q11915151 | pedagoga espanyola                                                            | pedagog |        |
| Josep Maria Gasol i Almendros     | Q11928697 |                                                                               | historiador arxiver                                                                                             |        |
| Josep Viader i Moliner            | Q11928977 | Compositor, director d'orquestra, instrumentista i professor de música català | músic compositor catedràtic contrabaixista                                                                      |        |
| Josep Virgili i Sanromà           | Q11928990 | escriptor català (1895-1993)                                                  | escriptor |        |
| Manuel Balasch i Recort           | Q11934919 | Sacerdot i hel·lenista català                                                 | sacerdot catòlic                                                                                                |        |
| Carme Aymerich i Barbany          | Q16173083 |                                                                               | pedagog escriptor                                                                                               |        |
| Josep Buch i Parera               | Q16180997 |                                                                               | arxiver historiador                                                                                             |        |
| Domènec Pallerola i Munné         | Q16943436 |                                                                               | periodista escriptor assagista                                                                                  |        |
| Josep Eritja i Novell             | Q17126921 | pastisser català                                                              | cuiner poeta |        |
| Antoni Malaret i Amigó            | Q19289747 | polític català                                                                | polític |        |
| Climent Pujol i Villegas          | Q19290195 | sacerdot català de l'Església catòlica                                        | sacerdot catòlic canonista                                                                                      |        |
| Emili Miró i Fons                 | Q19290401 |                                                                               | casteller |        |
| Joan Potau i Farré                | Q19299981 | magistrat i comerciant català                                                 | magistrat |        |
| Josep Lluís Sagarra i Zacarini    | Q19300445 |                                                                               | jurista advocat                                                                                                 |        |
| Josep Maria Ginès i Pous          | Q19300487 |                                                                               | empresari |        |

#### Entitats
Informació actualitzada per un bot. Els canvis manuals es perdran quan s'actualitzi!
| Entitat                                        | Wikidata  | Descripció                                                                                        | Imatge |
| ---------------------------------------------- | --------- | ------------------------------------------------------------------------------------------------- | ------ |
| Hospital de la Santa Creu i Sant Pau           | Q507282   | Hospital de Barcelona                                                                             |        |
| Gran Enciclopèdia Catalana                     | Q2664168  | enciclopèdia catalana                                                                             |        |
| Il·lustre Col·legi de l'Advocacia de Barcelona | Q8347714  | L'ICAB és una Corporació de Dret Públic de caràcter professional, fundada el 17 de gener de 1833. |        |
| Casa Asil de Sant Andreu                       | Q11912685 |                                                                                                   |        |
| Acadèmia Catòlica de Sabadell                  | Q17586692 | institució catòlica d'aquesta ciutat                                                              |        |
| Institut Francès de Barcelona                  | Q17606837 |                                                                                                   |        |